# Државно министарство (Данска)
Државно министарство (дан. Statsministeriet) је посебно министарство у Данској на чијем челу стоји државни министар (премијер).
У оквиру Државног министарства постоји одјељење који се бави свим питањима која нису у надлежности других министарстава. Министарство је првобитно основано као секретаријат предсједника Државног савјета, касније је прешло у секретаријат премијера, а затим у садашње Државно министарство.